# Monti Sarnoff
I monti Sarnoff sono una catena montuosa situata nella parte nord-occidentale della Terra di Marie Byrd, in Antartide. Sita in particolare sulla costa di Ruppert, la catena, che fa parte del più vasto gruppo delle catene Ford, si estende per circa 46 km in direzione est-ovest, una ventina di chilometri a ovest dei monti Allegheny, arrivando a una larghezza massima di 15 km, è affiancata a sud dal ghiacciaio Boyd e a nord dal ghiacciaio Arthur, che la separa dai monti Swanson; la sua vetta più alta è quella del monte McClung, che arriva a 1146 m s.l.m..

## Storia
Furono scoperti il 5 dicembre 1929 nel corso della spedizione antartica comandata da Richard Evelyn Byrd e condotta tra il 1928 e il 1930. I monti Sarnoff vennero successivamente cartografati più in dettaglio sia durante la spedizione condotta nel 1933-35, sia durante quella del Programma Antartico degli Stati Uniti d'America condotta tra il 1939 e il 1941, entrambe sempre al comando di Byrd. Il loro nome si deve a David Sarnoff, presidente della Radio Corporation of America, che fornì le attrezzature radio impiegate durante la spedizione del 1933-35.